# Trätjärnen (Ljusdals socken, Hälsingland)
Trätjärnen är en sjö i Ljusdals kommun i Hälsingland och ingår i Delångersåns huvudavrinningsområde.